# Нижні Хачики
Ни́жні Ха́чики (рос. Нижние Хачики, чув. Анаткас Хачăк) — присілок у Чувашії Російської Федерації, у складі Москакасинського сільського поселення Моргауського району.
Населення — 175 осіб (2010; 207 в 2002, 215 в 1979; 280 в 1939, 264 в 1926, 208 в 1897, 173 в 1858, 223 в 1795). Національний склад — чуваші, росіяни.

## Історія
Історичні назви — Анаткаси (1917–1927 роки), Велика Хачкаси, Хачкаси Перша, Перша Хачкаси. До 1866 року — мали статус державних, займались землеробством, тваринництвом. 1931 року утворено колгосп «Перше травня». До 1920 року присілок перебував у складі Татаркасинської волості Козьмодемьянського, а до 1927 року — Чебоксарського повіту. 1927 року присілок переданий до складу Татаркасинського району, 1939 року — до складу Сундирського, 1962 року — до складу Чебоксарського, 1964 року — до складу Моргауського району.